# سرگئی واسیلیف
سرگئی واسیلیف (انگلیسی: Sergei Vasilyev؛ ۴ نوامبر ۱۹۰۰ – ۱۶ دسامبر ۱۹۵۹) یک هنرپیشه، و کارگردان اهل اتحاد جماهیر شوروی سوسیالیستی بود. وی بین سال‌های ۱۹۲۸ تا ۱۹۵۹ میلادی فعالیت می‌کرد.
وی همچنین برنده جوایزی همچون درجه لنین و جایزه هنرمند مردمی اتحاد جماهیر شوروی شده است.